# Black Blood Brothers
Black Blood Brothers (jap. ブラック・ブラッド・ブラザーズ, burakku buraddo burazāzu) ist eine zwölfteilige Light-Novel-Reihe von Kōhei Azano mit Illustrationen von Yūya Kusaka. Sie wurde 2006 als Anime-Fernsehserie mit zwölf Episoden adaptiert.

## Handlung
1997 taucht ein Vampir, der später als Kowloon King bekannt wird, in Hongkong auf und beginnt, andere zu infizieren und damit ebenfalls zu Vampiren zu machen. Um selbst ein Vampir zu werden, muss ein Mensch normalerweise das Blut eines Vampirs trinken; von Kowloong King gebissene Menschen werden jedoch direkt zu Vampiren. Beißen diese zu Vampire Mutierten Menschen, werden sie ebenfalls direkt zu Vampiren. So bildet sich eine eigene Gesellschaftsschicht bzw. eine „Vampirrasse“, die als Kowloon Children bekannt wird. Die Kowloon Children werden immer zahlreicher und sind eine Gefahr für die Menschheit.
Die Menschheit beginnt in Hongkong einen Krieg (Heiliger Krieg von Hongkong genannt) mit den Kowloon Children und gewinnt diesen. Einer der Kriegshelden war Jirō Mochizuki alias Gintō (übersetzt: Silberklinge). Zehn Jahre später geht dieser zusammen mit seinem kleinen Bruder Kotarō nach Japan, um dort eine kleine Untergrundstadt aufzusuchen, in der sich überlebende Kowloon Children verstecken sollen. Während der Reise zu dieser Stadt trifft Jirō auf Gegner aus seiner Vergangenheit.

## Animeserie
Die zwölf Episoden der Animeserie entstanden in den Animationsstudios Group TAC und Studio Live. Die Regie führte Hiroaki Yoshikawa. Selbiger schuf gemeinsam mit Yū Sugitani auch die Drehbücher und das Szenario.
Vom 8. September bis zum 24. November 2006 wurde der Anime auf dem japanischen Fernsehsender Tokyo MX und eine Stunde später auf Kids Station ausgestrahlt. Bis Mai 2007 kam die gesamte Serie in Japan auch auf sechs DVDs heraus. DVD-Veröffentlichungen sind auch für Nordamerika bei Funimation sowie in Australien und Neuseeland bei Madman Entertainment geplant. Die Serie erschien 2008 in Deutschland auf drei DVDs bei OVA-Films.

### Synchronisation
| Rolle                  | Japanische Stimme (Seiyū) | Deutsche Stimme    |
| ---------------------- | ------------------------- | ------------------ |
| Cassandra Jill Warlock | Miyuki Sawashiro          | Susanne Dobrusskin |
| Kotarō Mochizuki       | Omi Minami                | Maximiliane Häcke  |
| Mimiko Katsuragi       | Ryoko Nagata              | Corinna Riegner    |
| Jirō Mochizuki         | Takahiro Sakurai          | Markus Pfeiffer    |
| Chao Yafuri            | Motoko Kumai              | Dennis Saemann     |

### Musik
Als Vorspanntitel wurde Ashita no Kioku von Naozumi Takahashi verwendet. Der Abspann ist mit dem Titel Shinkirou der Band LOVEHOLIC unterlegt.